# Echeclus concinnus
Echeclus concinnus là một loài nhện trong họ Salticidae.
Loài này thuộc chi Echeclus. Echeclus concinnus được Tord Tamerlan Teodor Thorell miêu tả năm 1890.